# K-219
El K-219 fue un submarino de misiles balísticos de la clase Navaga Proyecto 667A (nombre de informe de la OTAN: Yankee I) de la Armada soviética. Llevaba 16 misiles de combustible líquido R-27U propulsados por UDMH con tetróxido de dinitrógeno (NTO) y equipado con 32 o 48 ojivas nucleares.
El K-219 estuvo involucrado en lo que se ha convertido en uno de los incidentes submarinos más controvertidos durante la Guerra Fría el viernes 3 de octubre de 1986. El buque de 15 años, que estaba en una patrulla de disuasión nuclear rutinaria en el Atlántico Norte a 1.090 kilómetros (680 millas) al noreste de las islas Bermudas, sufrió una explosión e incendio en un tubo de misiles. Mientras estaba navegando, falló un precinto sumergido en la tapa de la escotilla de un misil, lo que permitió que el agua de mar a alta presión entrara al tubo del misil y, debido a la diferencia de presión, rompiera los tanques de combustible del misil, lo que permitió que el combustible líquido del misil se mezclara y finalmente se quemara. Aunque no hubo un anuncio oficial, la Unión Soviética afirmó que la fuga fue causada por una colisión con el submarino USS Augusta. Aunque el Augusta estaba operando en el área, tanto la Armada de los Estados Unidos como el comandante del K-219, Capitán de Segundo Rango Igor Britanov, negaron que se hubiera producido una colisión.
El incidente fue novelizado en el libro Hostile Waters, que reconstruyó el incidente a partir de las descripciones de los sobrevivientes, los registros de los barcos, las investigaciones oficiales y los participantes tanto en tierra como a flote de los lados soviético y estadounidense.También fue filmado en 1997 bajo el título Aguas turbulentas.